# Embassament de Hanhowuz
L'embassament de Hanhowuz, també conegut com a embassament de Khauz-Khan, és un embassament a la província d'Ahal, al sud-est del Turkmenistan. L'embassament es diu així en memòria d'Oguz Han.
Es troba a 37° 13′ 56″ N, 61° 14′ 37″ E / 37.23222°N,61.24361°E. L'autopista M37 passa a prop i el poble de Hanhowuz es troba a la riba nord-oest, amb la ciutat de Tejen no gaire lluny en aquesta direcció.
L'embassament de Hanhowuz (o Khauz-Khan) és un component del sistema del Canal del Karakum, que va ser creat per tractar de controlar l'erràtic riu Tejen. Exerceix un paper important en l'agricultura de la regió.

El llac es pot veure en aquest mapa del Turkmenistan (és el petit cercle blau al sud-est)

Va ser construït en una depressió natural per capturar l'escolament d'hivern i el desbordament del canal per al seu ús posterior durant els períodes més secs de l'estiu. El fitoplàncton prospera en les aigües càlides, igual que molts peixos comercials, incloent-hi Luciobarbus brachycephalus, Aspius aspius i peixos gat.
A la imatge de satèl·lit, el Canal del Karakum és la línia marró que baixa des de l'extrem superior dret en direcció al sud i després a l'est. Una part del canal es desvia, i es pot veure l'aigua carregada de sediments de color marró que entren al pantà des de l'est, deixant caure la seva càrrega de sediments. L'aigua que surt és de color turquesa i viatja a l'oest per regar l'oasi Tedjen. Terres de cultiu rectilínies apareixen als costats d'aquesta secció del canal.